# سیارک ۲۳۵۶
سیارک ۲۳۵۶ (به انگلیسی: 2356 Hirons، نامگذاری:1979UJ) دو هزار و سیصد و پنجاه و ششمین سیارک کشف شده‌است که در ۱۷ اکتبر ۱۹۷۹ کشف شد.
قدر مطلق سیارک برابر ۱۰٫۸۰ است.